# Тукумс II
Ту́кумс II (латыш. Tukums II) или Тукумс 2 — узловая железнодорожная станция в городе Тукумс. Узел железнодорожных линий Торнякалнс — Тукумс II, Вентспилс — Тукумс II и Тукумс II — Елгава.

## История
В 1904 году было закончено строительство железнодорожной линии, соединившей Тукумс и Елгаву и в том же году открылась станция Тукумс II. Через четыре года была открыта линия Вентспилс — Тукумс II.
Деревянное пассажирское здание станции благополучно пережило Первую и Вторую мировые войны и сохранилось в первоначальном виде. Во время массовых репрессий 1941 и 1949 гг здесь комплектовались составы с депортируемыми, которые отправлялись отсюда в Ригу и затем дальше в РСФСР. В память об этих событиях в 1989 году неподалёку от станции сооружён мемориал памяти жертв сталинских репрессий.
В конце 1930-х годов велись работы по прокладке железнодорожной линии в город Кулдига. До начала Второй мировой войны удалось проложить лишь 8 км пути. В послевоенные годы этот участок был использован как основа для строительства подъездного пути на карьер Яунсаты. По состоянию на 2016 год, о существовании этого пути напоминает лишь внушительная искусственная насыпь.

## Станция сегодня
Адрес станции — улица Стацияс 27. Половина здания станции — это зал ожидания, вторая половина — служебные помещения. Тукумс II является конечной остановкой пригородных поездов маршрута Рига — Тукумс II.  В настоящее время до станции Тукумс II и обратно в Ригу совершается 16 рейсов в день.
Ближайшая к Тукумсу II станция — Тукумс I, находится на расстоянии около 3-х километров, которые электропоезд преодолевает примерно за 5 мин. Расстояние до станции Рига-Пассажирская составляет 68 км и время в пути — около полутора часов. Цена билета от Тукумса II до Риги — 1 лат 85 сантимов (2009 год); 2 евро 75 центов (2014 год); 2 евро 40 центов (2019 год); 3 евро (2024 год).
На станции два перрона и, в общей сложности, 6 путей. Станцию окружают производственные предприятия, многие из них используют железнодорожный транспорт для своих нужд. Ближайшие жилые районы города Тукумс — Лауктехника и Вельки — находятся на расстоянии около километра от станции.

## Движение поездов
Станция является узлом трёх железнодорожных линий, пассажирское движение по состоянию на 2016 год осуществляется только по линии Торнякалнс — Тукумс II.

## Перспективы
Железнодорожные линии Вентспилс — Тукумс II и Тукумс II — Елгава планировалось электрифицировать (в числе прочих) с установкой контактной сети напряжением 25 кВ переменного тока, однако в марте 2020 года программа электрификации была свёрнута по финансовым соображениям.